# 黃國倫
黃國倫（1962年11月8日—），台灣詞曲作家、唱片製作人。1983年曾成立春雨樂團，2014年幫連勝文寫競選歌。

## 生平

### 早年
黃國倫畢業於臺北市立建國高級中學後，就讀國立交通大學管理科學系。1983年，在學期間成立春雨樂團，與學弟參加大學城歌唱比賽，獲得十次衛冕冠軍。過程中曾擊敗李驥、林志炫雙人組（大學城第119集挑戰者，後來組成優客李林）。

### 職業生涯
退伍後在黑松公司廣告部擔任經理，1990年毅然決然辭掉工作，決心投入音樂製作，借款7.80萬元，買相關器材，並在樹林鎮租了房子，寫詞作歌，期間向各大唱片公司投交作品苦熬四年乏人問津。期間曾到鄉城唱片工作，卻因多次和老闆吵架遭開除，也曾兼差當過導遊。
1994年：在福茂唱片前製作總監楊明煌（已故）的慧眼引薦下黃國倫進入福茂唱片，並寫下《我願意》這首王菲唱紅全世界華人地區的流行歌，成為炙手可熱的創作製作人。
1995年：獲香港商業電台頒發「最佳台灣創作人」。
1995年，曾為當時民進黨籍立法委員候選人施明德做了競選歌曲「天光」。
1996年：出版個人第一張創作專輯「天使」，並入圍台灣金曲獎－最佳作曲獎。
1997年12月：榮獲台灣金馬獎最佳電影歌曲獎－「半生緣」。
1998年：與知名音樂人好友朱約信（豬頭皮）共同在好消息衛星電視台主持節目《Happy Time》（黑皮探）
1999年：成為滾石唱片「基力音樂G-Power Music」音樂總監。
2000年8月：入圍台灣行政院新聞局有線電視金視獎電視綜藝節目－主持人獎。
2000年10月8日：於美國紐約卡內基音樂廳登台演唱，成為首位在此演唱的華人流行音樂歌手。
2002年：在好消息衛星電視台主持的節目《觸動的音符》，與節目另一位節目主持人廖偉凡，一同榮獲音樂節目主持人入圍。
2005年：2005年5月16日在東森廣播網主持《音樂101》（該節目於2006年5月31日停播）。
2006年9月16日，正值施明德展開倒扁運動期間，出席泛綠社團台灣社在凱達格蘭大道舉辦的「愛、希望、台灣之光」大型挺扁集會，再度登台主唱「天光」，強力訴求族群融合。
2007年：上台灣的綜藝節目《康熙來了》，被節目主持人小S調侃爆紅，從此由幕後走向幕前，參加談話性節目或擔任選秀節目評審。
2007年：開始擔任三立都會台歌唱選秀節目《超級偶像》評審，活耀於各大電視節目。
2008年：與女星楊千霈一同拍攝味全食品的茶類飲料《絕品好茶》廣告。還有為《福爾摩莎家具展》拍攝廣告
2008年：獲台灣杜邦邀請《Cool Seven-7 Days 讓地球酷一夏》活動的部落格《COOL客召集令》，寫下多篇環保日記。
2008年：與知名綜藝節目製作人梁赫群共同主持三立都會台《王牌大賤諜》。2008年4月14日起，每週晚間九點首播。
2008年：上通告談論當年作品「我願意」，引發福茂唱片老闆張耕宇不滿，認為黃國倫一再「消費」福茂和過世的製作人楊明煌。
2008年：獲得新眼光電視台的邀請，於該台開設談話性節目《黃國倫的異想世界》。（2008年5月19日起，每週一至週五晚間七點首播；2008年11月16日起，在高點電視台，每週六、日晚上九點重播）
2009年：參與三立電視與中視播出的戲劇《老王同學會》，飾演角色王唯中，該劇於2009年3月16日於中視首播（時段週一至週五晚上八點到九點半），2009年3月22日起在三立電視台重播。
2010年：於3月7日台視《鑽石夜總會》節目大改版，與該節目主持人利菁共同主持該節目。
2011年：被音樂製作人陳子鴻官方部落格暗批「一個人膨脹自己就算了，但絕對不能扭曲事實」、「期待某一天，可以看到手捧《聖經》的某大師開口對他的恩人楊明煌說聲『謝謝』」。及後陳子鴻得悉黃國倫過去曾在電視上感謝楊明煌，誤會得以消除，亦打電話和在部落格發文向黃國倫道歉。
2011年：編曲家屠穎、弦樂師李琪、知名吉他手倪方來、合音黃秀偵、合音林美滿指黃國倫欠錢不還，黃國倫稱當時唱片公司有問題，現在他願意負責。
2011年：與知名綜藝節目主持人曾國城共同主持超視《青春猛回頭》。2011年10月17日起，每週晚間九點首播。
2012年：《半生緣》獲最佳電影原創金馬獎歌曲獎
2014-2015年：参加了《我是演说家》第一季的录制。
2017年：在北京鳥巢體育館，舉辦「沒有不可能」個人演唱會。
2018年：獲得《德藝雙馨音樂人獎》

### 個人生活
黃國倫第一任妻子是任慧君，兩人育有一子。他2003年開始和同為廣播主持人的寇乃馨傳出緋聞。他2008年和任慧君離婚。
黃國倫和寇乃馨兩人2009年11月17日在耶路撒冷舉行婚禮，但此事直到2010年3月下旬方獲得證實。兩人婚宴2010年12月19日在新店區圓頂劇場舉行，婚宴獲得許多廠商贊助，並以婚禮演唱會的形式進行。

## 軼聞
台灣綜藝主持人吳宗憲叫他Yellow Country Wheel。於王牌大賤諜因為穿有鬆緊帶的西裝褲而被叫『鬆緊褲男孩』，並在王牌大賤諜與袁惟仁組成『機關槍男孩』，之後在今晚誰當家自組『懷恩堂男孩』。

## 創作作品列表
黃國倫的詞曲創作眾多，較知名的有王菲的《我願意》、蘇永康的《男人不該讓女人流淚》、許志安的《男人最痛》、辛曉琪的《味道》、張信哲的《不要對他說》、范曉萱的《眼淚》。黎明的《半生緣》

### 1990年代

#### 1991年
- 梁雁翎 - 愛不像你這麼說（詞）
- 王玉玲 - Don't Say Baby Tonight（曲）

#### 1992年
- 陳艾玲 - 悲秋（曲、詞）
- 陳艾玲 - 忘（曲）
- 陳艾玲 - 秋止符（曲）

#### 1993年
- 周慧敏 - 你的愛讓我想飛（曲、詞）
- 于台煙 - 一生有幾次美麗（曲、詞）

#### 1994年
- 王菲 - 我願意（曲）
- 王菲 - 影子（曲）
- 辛曉琪 - 味道（曲）
- 劉德華 - 念舊（曲）
- 周慧敏 - 離開憂鬱的習慣（曲）
- 堂娜 - 相愛一回（曲、詞）
- 于台煙 - 無言相依的纏綿（曲、詞）

#### 1995年
- 張信哲 - 不要對他說（曲）
- 張信哲 - 真愛一生（曲、詞）
- 張信哲 - 忘不了妳（曲）
- 張克帆 - 不要說再見（曲）
- 黃仲齊 - 依然是朋友（曲）
- 彭羚 - 真心
- 劉嘉玲 - 相信你
- 梁漢文 - 多多少少
- 梁漢文 - 我想知
- 辛曉琪 - 跟隨你
- 許茹芸 - My Own True Love（曲、詞、監）
- 許茹芸 - 愛是唯一的理由（曲）
- 許茹芸 - 廝守（曲、詞、監）
- 范曉萱 - 眼淚（曲、詞）
- 鍾鎮濤 - 痴心愛你（曲、詞、編、監）
- 周海媚 - 日出愛情（曲、詞、監）
- 周海媚 - 平凡女子（曲、詞、監）
- 陳立強 - 我愛妳勝過這世界（曲）
- 齊秦 - 袖手旁觀（曲）
- 蔡琴 - 點亮霓虹燈
- 蘇永康 - 男人不該讓女人流淚（曲）
- 蘇永康 - 愛情若是不用言語（曲、詞、監）
- 蘇永康 - 盼望（曲、監）
- 蘇永康 - 隨心所欲（監）
- 蘇永康 - 男人心（監）
- 蘇慧倫 - 太怕寂寞
- 蘇慧倫 - 不明是非
- 孟庭葦 - 把思念寄托遠方
- 堂娜 -你讓我痛不能自己

#### 1996年
- 張信哲 - 我是真的（曲、監）
- 張信哲 - 愛我其實很容易（曲、監）
- 張信哲 - 不必多說話（曲）
- 張信哲、陳艾玲 - 夢（曲、詞、監）
- 劉嘉玲 - 忘了一切忘了我
- 李克勤 - 情迷心竅（曲、監）
- 李克勤 - 惬意（曲、監）
- 辛曉琪 - 味道Ⅱ—夢外
- 黃鶯鶯 - Hello Again
- 黃鶯鶯 - 1,2,3,4,5,6,7（曲、監）
- 許茹芸 - 後來你好嗎（曲、監）
- 許茹芸 - 我們的愛情病了（曲、監）
- 許茹芸 - 女人的心很簡單（曲）
- 許志安 - 男人最痛（曲、監）
- 許志安 - 暗戀的習慣（曲、監）
- 許志安 - 小意思（曲、監）
- 許志安 - 是不是錯覺（曲、監）
- 許志安 - 下次（曲、編、監）
- 黎明 - 半生緣（曲、編、監）
- 張智霖 - 忽然覺得好想你（曲、監）
- 張智霖 - 追尋
- 郭富城 - 信鴿
- 郭富城 - 只要我的愛
- 郭富城 - 叛徒
- 鄭秀文 - 微醺
- 鄭秀文 - 無所謂
- 林志穎 - 期待
- 林志穎 - 想妳
- 孫耀威 - 習慣
- 孫耀威 - 只願有你（曲、監）
- 邰正宵 - 寂寞是一種快樂
- 蘇永康 - 同情的罪（曲）
- 蘇永康 - 再被愛包圍（曲）
- 蘇慧倫 - 不停心動
- 孟庭葦 - 愛情海

#### 1997年
- 王力宏 - 愛在思念蔓延時（曲、監）
- 王力宏 - 給我你的手（曲、詞、編、監）
- 古巨基 - 換日線
- 古巨基 - 我不睡
- 林志穎 - 我仍然是我
- 張學友 - 怎麼捨得你（音樂劇《雪狼湖》第二幕）
- 梁詠琪 - 大風吹
- 梁詠琪 - 曙光
- 梁詠琪 - 新居
- 梁詠琪 - 太客氣
- 梁詠琪 - 吞吐
- 梁詠琪 - 煙火
- 許志安 - 男人最痛（國）（曲、監）
- 許志安 - 暗戀的習慣（國）（曲、監）
- 許志安 - 無所謂（曲、監）
- 許志安 - 默認（曲、監）
- 許志安 - 男人悲歌（曲、監）
- 鄭秀文 - 寂寞芳心
- 鄭秀文 - 完美
- 黎　明 - 口不對心
- 蘇永康 - 誰肯認命（曲）
- 萬芳 - 屬於你

#### 1998年
- 王力宏 - 最好的愛（曲）
- 孫耀威 - 生日願望（曲）
- 梁漢文 - 未算差
- 陳奕迅 - 請相信我
- 楊千嬅 - 我有指數
- 趙學而 - 據為己有
- 劉德華 - 毛衣（曲）
- 黎　明 - 從今以後
- 蘇永康 - 一個人不如兩個人（曲、監）
- 蘇永康 - 我想得太美
- 蘇永康 - 白日夢

#### 1999年
- 周蕙 - 討厭自己（曲）
- 周蕙 - Forever
- 范曉萱 - Sometimes
- 范曉萱 - 我是真的很開心
- 許志安 - 乾一杯，哭一哭（曲）
- 趙學而 - 明天是晴天吧
- 趙薇 - 玩耍

### 2000年代

#### 2000年
- 邰正宵 - 都市海（曲）

#### 2003年
- 周蕙 - 流域

#### 2004年
- 陳明 -  Like An Angel
- 陳明 -  無謂
- 陳明 -  執迷

#### 2005年
- 張學友 - 不想失去你（曲）

## 主持作品
| 年份                          | 頻道                 | 節目                                 | 備註             |
| ----------------------------- | -------------------- | ------------------------------------ | ---------------- |
|                               | 好消息衛星電視台     | 《黑皮時間》                         | 與朱約信合作主持 |
|                               | 好消息衛星電視台     | 《觸動的音符》                       | 與廖偉凡合作主持 |
|                               | 台視                 | 《綜藝天王星》中的單元『天王唱詩班』 |                  |
| 2007年10月27日-2013年3月16日  | 台視、三立都會台     | 《超級偶像》                         | 評審             |
| 2008年4月14日－2011年7月15日  | 三立都會台           | 《王牌大賤諜》                       | 與梁赫群合作主持 |
| 2008年5月19日－2009年6月2日   | 新眼光電視台         | 《黃國倫的異想世界》                 |                  |
| 2009年5月4日－2010年2月14日   | 緯來綜合台           | 《國人都叫好》                       |                  |
| 2009年6月22日－2010年6月30日  | TVBS歡樂台           | 《得獎的事》                         | 與小鬼合作主持   |
| 2010年3月7日-2012年5月20日    | 台視                 | 《鑽石夜總會》                       | 與利菁合作主持   |
| 2011年10月17日—2011年12月29日 | 超級電視台           | 《青春猛回頭》                       | 與曾國城合作主持 |
| 2012年                        | 壹電視綜合台         | 《蘋果娛樂一週》                     | 與夏于喬合作主持 |
| 2015年                        | 年代MUCH台、海峽衛視 | 《有夢出頭天》                       |                  |
| 2018年                        | 年代MUCH台           | 《金曲傳奇~無與倫比同樂會》          |                  |

## 音樂作品

### 音樂專輯
- 天使（1996）
- 帶領我（2000）
- 掙扎（2000）

## 演出作品

### 電視劇
| 年份   | 頻道             | 劇名            | 飾演   |
| ------ | ---------------- | --------------- | ------ |
| 2009年 | 三立電視台、中視 | 《老王同學會》  | 王唯中 |
| 2013年 | 華視             | 《K歌·情人·夢》 | 黃國倫 |

### 電影
| 年份   | 片名         | 飾演 |
| ------ | ------------ | ---- |
| 2009年 | 《我，19歲》 |      |

## 廣告作品
- 2009年：中華民國財政部「98年度全國稅務反詐騙」系列廣告

## 得獎紀錄
| 獎項           | 年份   | 類別               | 作品               | 結果 |
| -------------- | ------ | ------------------ | ------------------ | ---- |
| 金曲獎         | 1996年 | 最佳作曲人獎       | 《點亮霓虹燈》     | 提名 |
| 金曲獎         | 1997年 | 最佳唱片製作人獎   | 《天使》           | 提名 |
| 金曲獎         | 2000年 | 最佳專輯製作人獎   | 《我要我們在一起》 | 提名 |
| 金馬獎         | 1997年 | 最佳電影歌曲       | 《半生緣》         | 獲獎 |
| 香港電影金像獎 | 1998年 | 最佳原創電影歌曲獎 | 《半生緣》         | 提名 |

## 外部連結
- 黃國倫的Facebook專頁
- 黃國倫的Instagram帳戶
- 黃國倫老師的新浪微博（简体中文）
- 黃國倫在香港影庫上的簡介
- 黃國倫在时光网上的簡介（简体中文）
- 黃國倫在豆瓣上的资料（简体中文）